# Best of Szulák Andrea
A Best of Szulák Andrea válogatáslemez Szulák Andrea 1991-2000 között megjelent dalaiból.

## Az album dalai[1]
1. Szabadon szállok (Berkes Gábor-Valla Attila) - 2000 Szerelemez
2. Darabot a szívemből (Máté Péter- S. Nagy István) - 1994 Darabok a szívemből
3. C'est La Vie (Dés László-Geszti Péter) - 1997 A miniszter félrelép
4. Csak cha-cha-cha (Fenyő Miklós-Novai Gábor) - 1998 Hotel menthol
5. Nőerőmű (Berkes Gábor-Szentmihályi Gábor-Geszti Péter) - 1993 Nem harap a néni
6. Shoop-shoop (Roman-Balligan-Cs. Nagy Andrea) - 1991-1992 Filmslágerek magyarul
7. Félig sem egészen (Berkes Gábor-Szentmihályi Gábor-Geszti Péter) - 1993 Nem harap a néni
8. Ki vagyok én (Berkes Gábor-Valla Attila) - 2000 Szerelemez
9. Azért vannak a jóbarátok (Máté Péter- S. Nagy István) - 1994 Darabok a szívemből
10. Az élet az úr (Elton John-Tim Rice) - 1994 Az Oroszlánkirály
11. Szerelemez (Berkes Gábor-Valla Attila) - 2000 Szerelemez
12. Nem harap a néni (Berkes Gábor-Szentmihályi Gábor-Geszti Péter) - 1993 Nem harap a néni
13. Ott állsz az út végén (Máté Péter- S. Nagy István) - 1994 Darabok a szívemből
14. Ne menj még (Szűts István-Koltay Gergely) - 1998 Titkos szeretők
15. Miért várom őt (Berkes Gábos-Szentmihályi Gábor-dr. Porci) - 1993 Nem harap a néni
16. Zene nélkül (Máté Péter- S. Nagy István) - 1994 Darabok a szívemből
17. Veled változom (Berkes Gábor-Valla Attila) - 2000 Szerelemez